# Johann Michael Zeitlinger

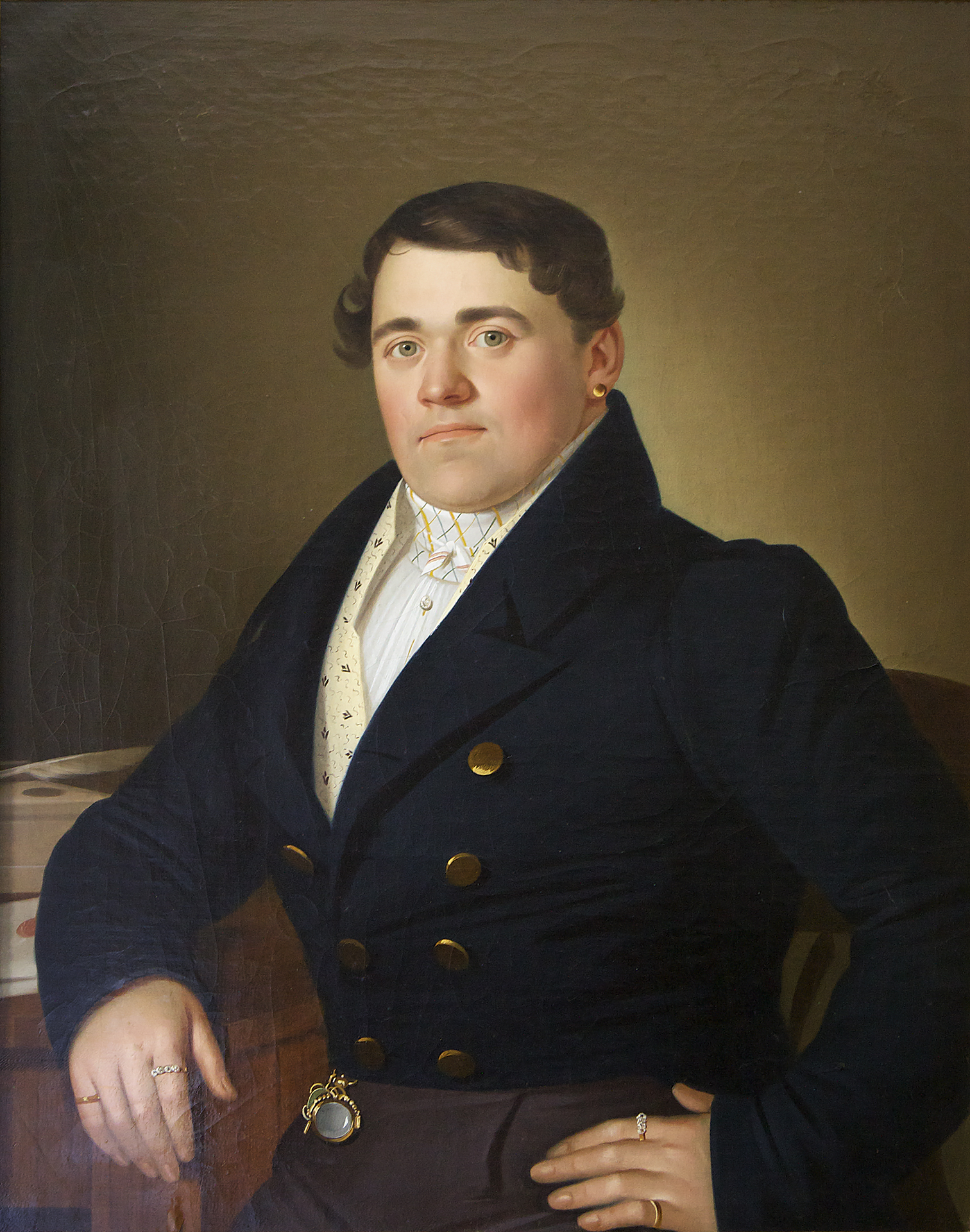
Johann Michael Zeitlinger, um 1830 (F. X. Bobleter)

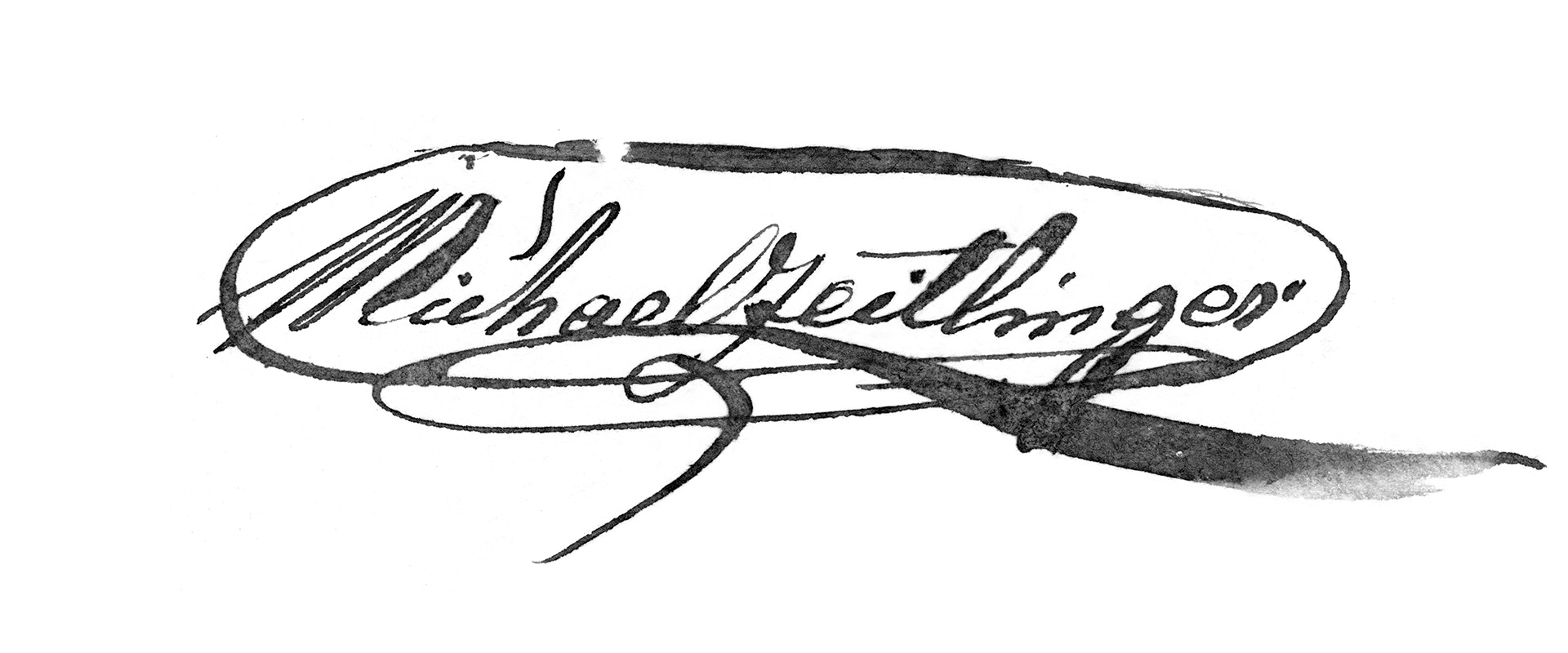
Unterschrift, 1857

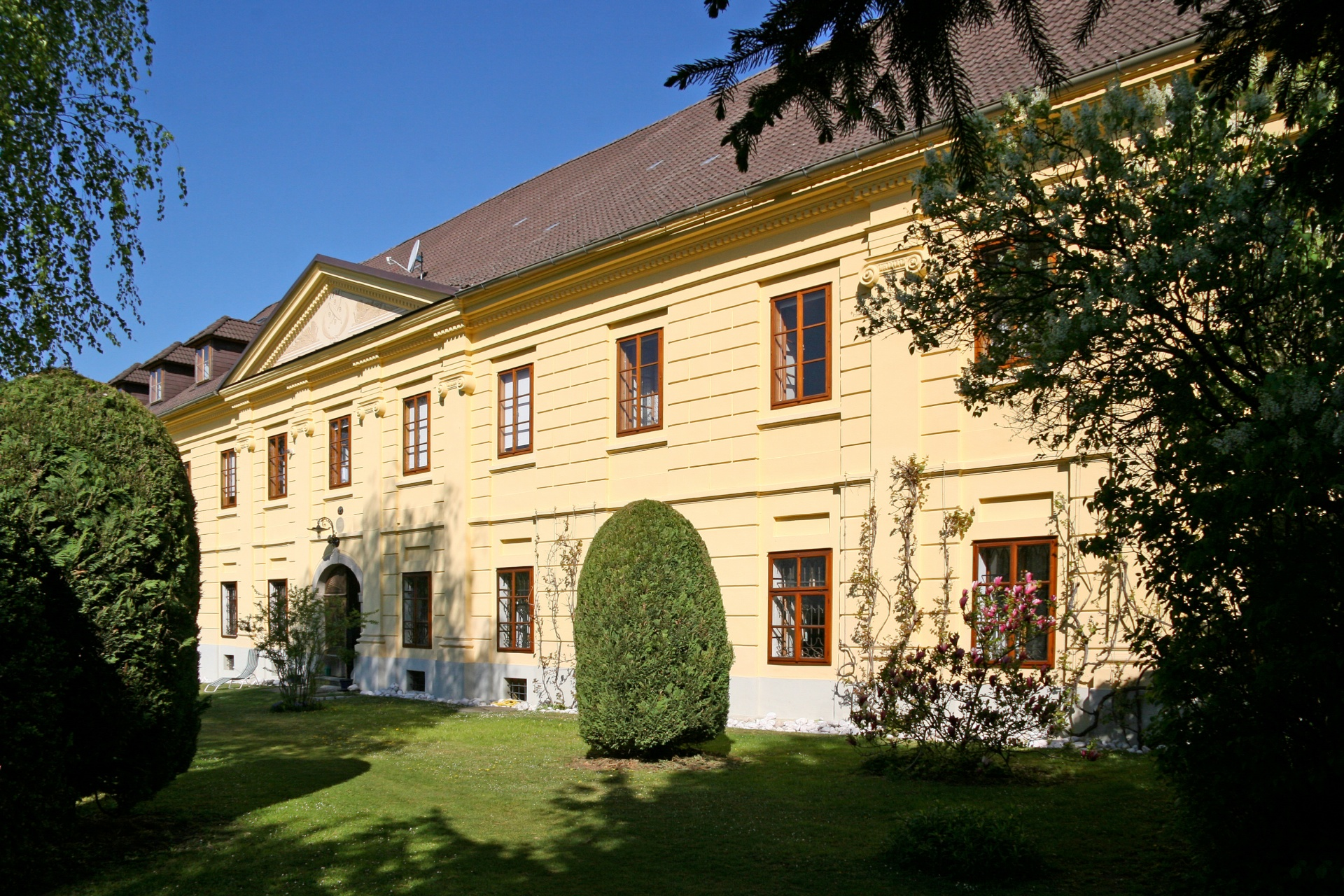
Neues Herrenhaus Blumau, 1831

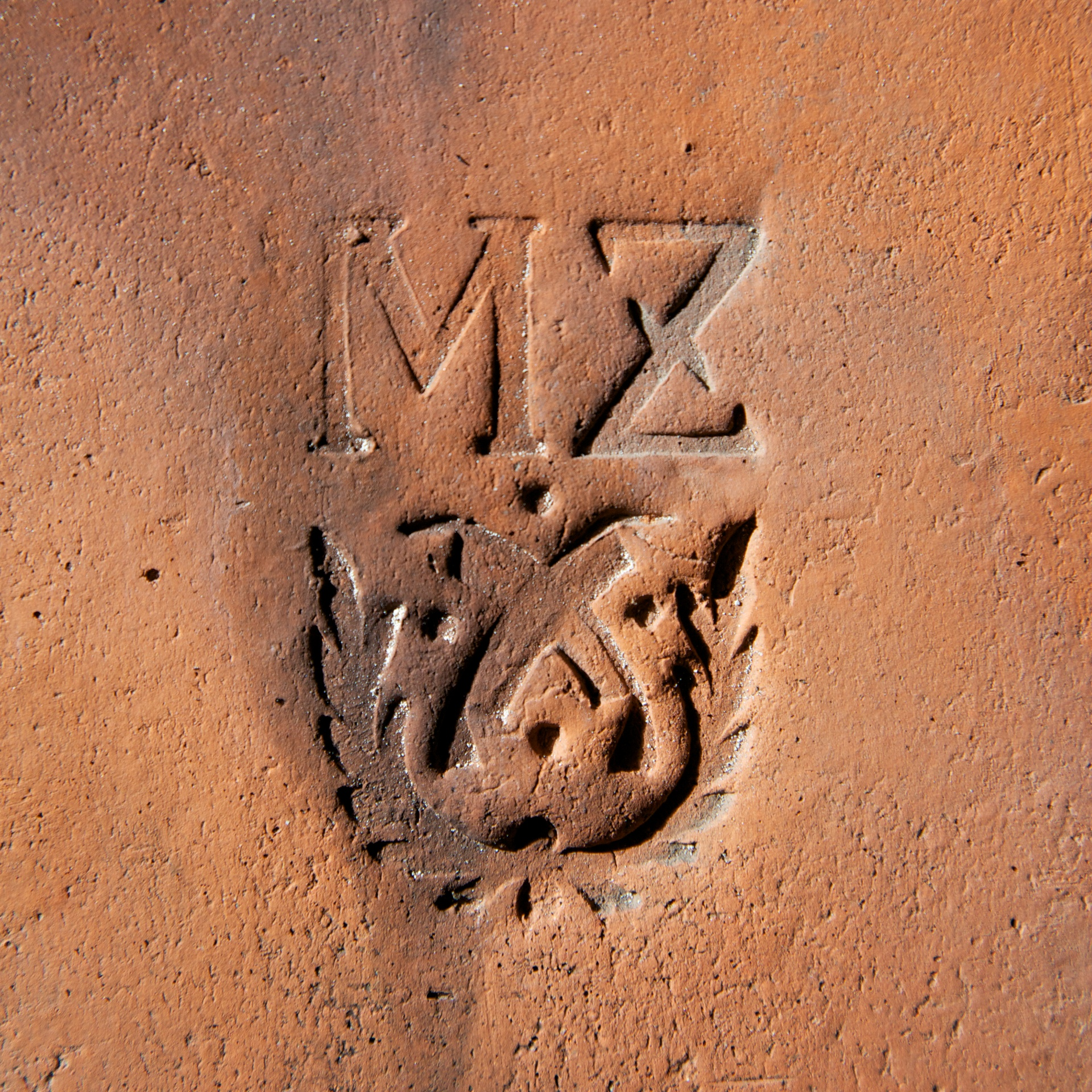
Zeichen und Initialen Michael Zeitlingers auf einem Dachziegel

Johann Michael Seraphin Zeitlinger (häufig nur: Michael Zeitlinger; * 29. September 1803 in Micheldorf in Oberösterreich; † 28. Jänner 1860 in Schlierbach) war ein österreichischer Sensengewerke.
Michael Zeitlinger wurde als drittes von acht Kindern des Sensengewerken Franz Seraphicus Zeitlinger und dessen Frau Seraphina Maria Theresia Zeitlinger, geb. Weinmeister an der Sensenschmiede an der Zinne in Micheldorf geboren. Er war der jüngere Bruder von Caspar Zeitlinger.

## Leben und Wirken
Michael Zeitlinger heiratete am 3. Juni 1823 die Gewerkenstochter Maria Theresia Cäzilia Kaltenbrunner aus der Sensenschmiede Blumau in Schlierbach (Bezirk Kirchdorf). 1827 übernahm er Sensenwerk und Besitz seiner Schwiegereltern. 1831 ließ er vom Linzer Stadtbaumeister Franz Höbarth das repräsentative Neue Herrenhaus errichten. Um das Jahr 1845 erzeugten „40 Sensenschmiede und eine noch größere Anzahl Hilfsarbeiter“ bereits 50.000 Sensen und Sicheln jährlich, der Großteil davon wurde exportiert. 1856 erhielt Zeitlinger die Erlaubnis zum Betrieb eines Zerrennhammers. 1858 ließ er ein Hilfswerk in einen eigenständigen Sensenhammer umgestalten und erhöhte die Produktion weiter. Nach seinem Tod 1860 führte sein Sohn Caspar Melchior Balthasar Zeitlinger das renommierte Unternehmen als Michael Zeitlingers Sohn weiter.
Michael und Theresia Zeitlinger hatten elf Kinder und 56 Enkel. Die Söhne, sofern sie nicht bereits in jungen Jahren gestorben waren, wurden ausnahmslos als Sensenfabrikanten tätig: Franz Zeitlinger wurde Besitzer mehrerer Sensenwerke in Micheldorf und Spital am Pyhrn, Johann Michael Zeitlinger kaufte ein Sensenwerk in Kindberg und begründete die Waidhofener Linie der Zeitlinger. Ludwig Zeitlinger kam auf die Schmiedleithen und wurde Besitzer mehrerer Sensenwerke in Leonstein. Josef Julius Zeitlinger, ein bekannter Tenor, übernahm die Leitung des Sensenwerkes Oberhaindl in Micheldorf. Die Tochter Josefine Zeitlinger heiratete ebenfalls einen Sensengewerken, den aus der Wasserleith stammenden Carl Weinmeister.
1833 war Zeitlinger gemeinsam mit seinen Brüdern Franz Paul und Caspar Mitgründer des ältesten Blasmusikvereins Oberösterreichs.

## Ehrungen und Auszeichnungen
- Bronzemedaille bei der 3. Allgemeinen Österreichischen Gewerbeausstellung in Wien (1845)[1]
- K.k. privilegierter Sensenfabrikant